# Ischalis fortinata
Ischalis fortinata là một loài bướm đêm trong họ Geometridae.